# ブルクドルフ城
ブルクドルフ城（ブルクドルフじょう、ドイツ語: Schloss Burgdorf im Emmental）は、スイスのベルン州ブルクドルフの町の最高地点にある11 世紀の城である。通常、エメンタールのブルクドルフ城と呼ばれる。
この城は、ホーエンシュタウフェン時代最大の貴族の城の1つで、トゥーン城やスイスの他のいくつかの複合施設とともに、大きなロマネスク様式の教会の世俗的な対応物であり、したがって国家的に重要な建築記念碑である。2020年以来、城にはユースホステル、レストラン、ブルクドルフ城博物館が併設されている。

## 歴史
独特の地形状況が、先史時代にすでに砦を形づくり、その後伝説が作られた。
中世の高層要塞が初めて文書に記載されたのは1130年のことである。この城はブルゴーニュの領地とともに、11世紀にラインフェルデン伯爵に、1090年にツェーリンゲン公爵に引き継がれた。
ツェーリンゲンのベルトルト5世は1200年頃に城をパラティーノのような邸宅に大規模に拡張し、この城をライン川にまたがって建設される計画されたツェーリンゲン準州の南の中心にしたいと考えた。1218年にベルヒトルトが死去すると、国家機構は崩壊した。ライン川以南の遺産はカイブルク伯爵に譲渡された。ブルクドルフ城は彼らの西側の所有物の中心になった。ノイ＝カイブルク伯の衰退により、1383年にベルンと南軍によるブルクドルフの包囲が始まり、スイスで初めて大砲が使用された。
1384年、ベルン市とベルン共和国は、貧困を極めたカイブルク一族から城とブルクドルフの邸宅を購入した。
この城は623年以来ベルン地区の行政の拠点だったが、ヨハン・ハインリヒ・ペスタロッチがここで国際的に有名な学校を運営していた1798年から1804年の間だけそれは中断した。
1798年まで、ここはベルンの執行官、中でもユリエ・ボンデリの父、フリードリヒ・ボンデリ（1705年 - 1761年）の拠点であった。1885年以来、ここは城の博物館の本拠地となっているため、主要な部屋と塔はいつでも一般公開されている。20世紀後半には政府の知事がおり、城内には裁判所と地方刑務所があった。2012年、州行政改革の結果、州行政部門は城を離れた。
ブルクドルフ城は、ツェーリンゲン公爵家の本拠地として、ベルン州の建国に極めて重要であり、城には有名な碑文が刻まれて不滅の名を残している。また、この城は、ベルン州の形成において中心的かつ構成的な役割を果たしている。ベルン市はここでその礎を築いた。

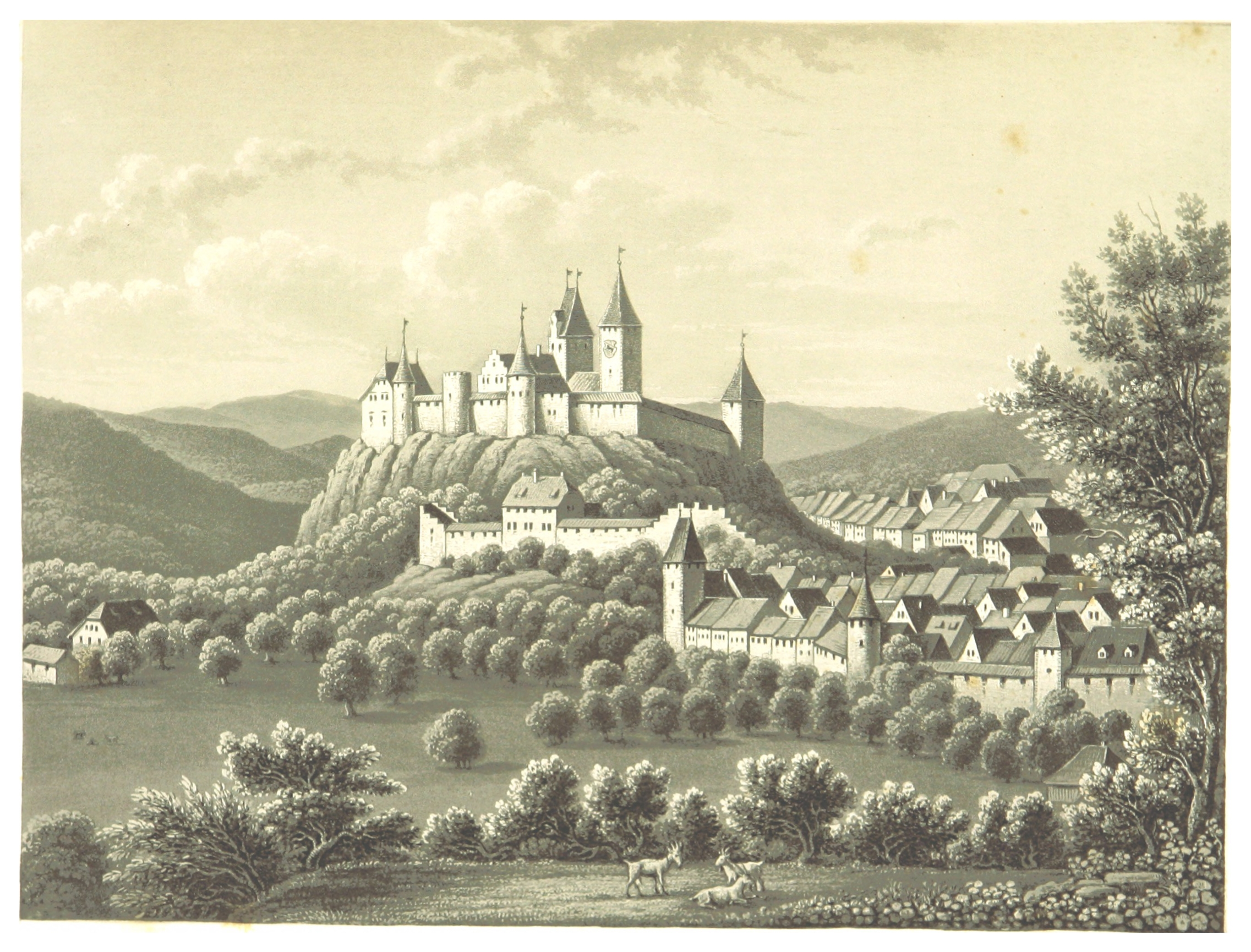
ブルクドルフ（1850年頃）
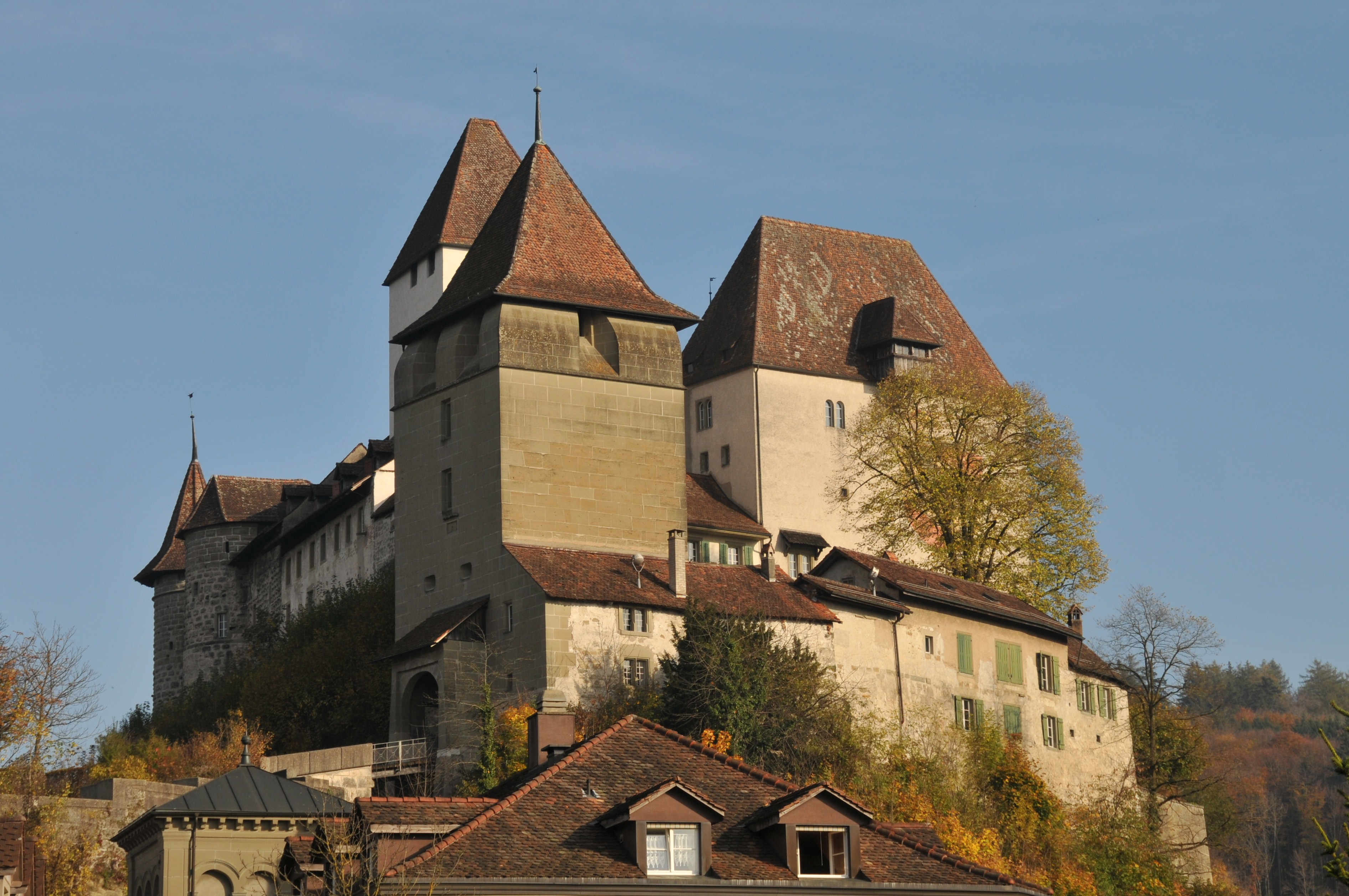
オーベルシュタットからみたブルクドルフ城

### 建築と美術の歴史
この城は城の中心部分（内郭）と外郭（環状囲い壁で囲まれた櫓）に分かれており、主要な建築当時の重要な部分がすべて保存されている。1200年頃に作成された主要な城本体の合理的で計画的な配置は依然として支配的であり、支配的な高さの状況での立方体の建物の組み合わせは依然として効果的である。外郭は門塔、胸壁のある円形の壁、深さ45 mの井戸で構成されている。城郭は方形の塔、高い居館兼城壁塔、南翼と北翼で構成されており、北側に2つの半殻塔を備えた巨大な城壁で囲まれている。
2つの独立した高い防御塔と、堀、城壁、小さな塔に挟まれた13世紀の巨大な防御壁が、北側の城の台地を保護している。南側には4階建ての宮殿と広間の代表的な大きな建物があり、合計3つの大広間が含まれており、その中で最も小さい、現在いわゆる騎士の間がそのまま保存されている。ホールの最大の部屋の容積は、16世紀には2つのフロアと多数の個別の部屋に分割されていた（今日の裁判所と総督の執務室）。城内の礼拝堂は2つあり、小さい方の礼拝堂にはゴシック様式のフレスコ画が保存されている。居館にはロマネスク様式の騎士の間と、1330年頃のフレスコ画で洗礼者ヨハネの生涯の場面や受難物語の一部が描かれた礼拝堂がある 。
12世紀後半に建てられた塔と居館は、スイスで最も初期のレンガ造りの建物のひとつである。ツェーリンゲン城の主要建設段階で、スイスにおけるローマ時代以降のレンガ生産が始まった。もともと内側と外側に施されたレンガの接着の品質は驚くべきものである。主要な建物の外側にある主な赤い色は、王室の象徴である。ベルンは、1430年頃に宮殿に新しい屋根構造が与えられ、その巨大な屋根表面に釉薬タイルによる幾何学模様が与えられたときも、この素晴らしさを維持してきた。ブルクドルフにおけるベルンの建築政策を特徴づける慎重な対応は、ベルンが自らを王家の邸宅の法的後継者とみなしていたことの証拠であり、このスイスの中世世俗建築の主要記念碑を何世紀にもわたって保存している。

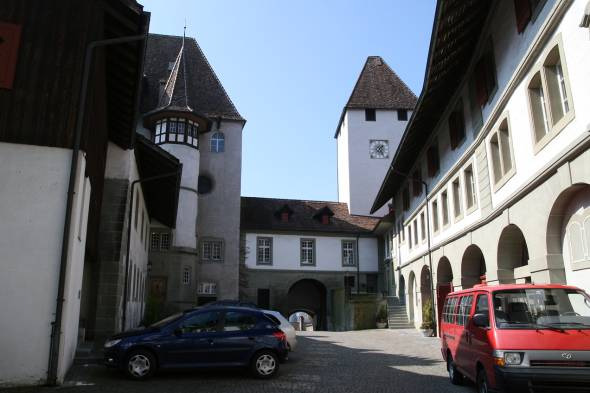
中庭
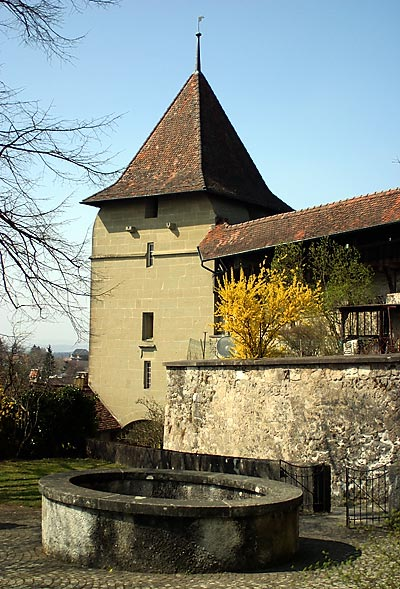
防御塔